# 2021 en Belgique
Chronologie de la Belgique
- 2017
- 2018
- 2019
- 2020
- 2021
- 2022
- 2023
- 2024
- 2025

Cette page recense des événements qui se sont produits durant l'année 2021 en Belgique.

## Événements

### Janvier
- 12 janvier : prolongation du confinement jusqu'au 1er mars[1].
- 22 janvier : le Comité de concertation interdit, du 27 janvier au 1er mars, les voyages non essentiels hors de Belgique[2] et autorise la réouverture des métiers de contact pour le 15 février au plus tard avec des mesures sanitaires à respecter[3].

### Février
- 5 février : 
  - les mesures sanitaires sont prolongées jusqu'au 1er avril 2021, les voyages non essentiels restent interdits jusqu'à cette date[4].
  - le Comité de concertation autorise l'ouverture des salons de coiffure dès le 13 février 2021 avec un protocole sanitaire à respecter, et la reprise des autres métiers de contact non médicaux dès le 1er mars 2021[5].

### Mars
- 24 mars : 
  - les magasins non essentiels doivent être fermés du 27 mars 2021 au 25 avril 2021, mais ils peuvent recevoir des clients sur rendez-vous. Les métiers de contact non médicaux doivent de nouveau cesser leur activité.
  - les écoles primaires doivent suspendre les cours la semaine du 29 mars 2021, les écoles secondaires et écoles supérieures peuvent suspendre les cours ou assurer les cours en distanciel[6].
  - les rassemblements extérieurs sont limités à 4 personnes, enfants de moins de 12 ans non inclus.
- 31 mars : le tribunal de première instance de Bruxelles ordonne à l’État « de mettre fin aux mesures de restrictions ou à les encadrer par une loi » sous 30 jours « pour remédier à la situation et faire entrer ses restrictions dans un cadre légal »[7].

### Avril
- 1er avril : un « faux » festival non autorisé rassemblant plusieurs milliers de jeunes dégénère au bois de la Cambre. Vingt-six policiers sont blessés et vingt-deux personnes arrêtées[8].

### Mai
- 17 mai : Affaire Jürgen Conings, un militaire de la composante terre vole des armes dans la caserne de Bourg-Léopold, dans le Limbourg et menace de commettre des attaques en Belgique[9]. Après de lourdes opérations de recherche, son cadavre sera retrouvé le 20 juin dans le parc national de la Haute Campine.

### Juin
- 14 juin : sommet de l'OTAN à Bruxelles.

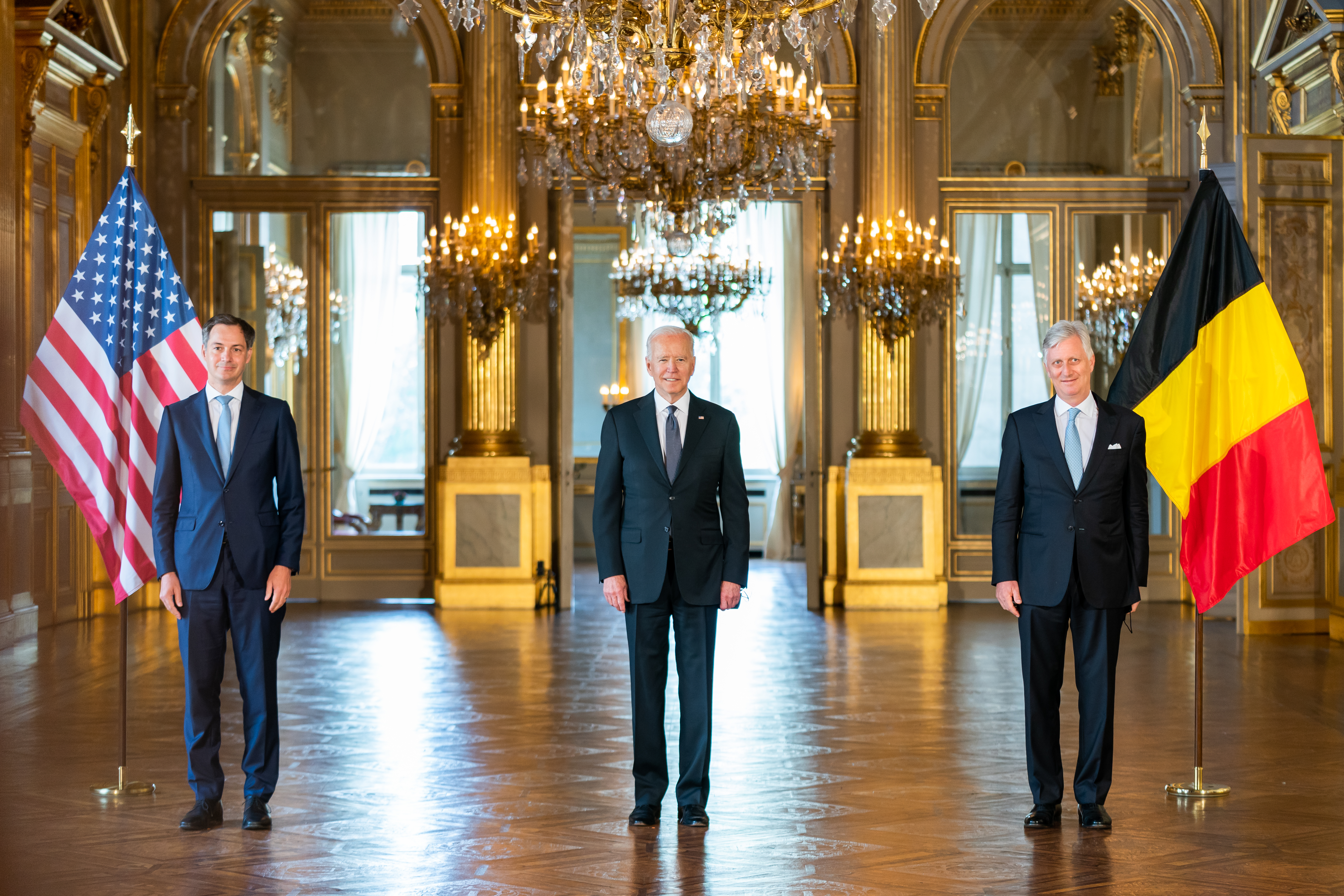
Alexander De Croo, Joe Biden et le Roi Philippe, au palais royal de Bruxelles, le 15 juin 2021.

- 18 juin : Une école en construction s’effondre à Anvers faisant 5 morts[10] .
- 20 juin : une tornade ravage Beauraing, faisant 17 blessés[11].

### Juillet
- 13 au 16 juillet : inondations meurtrières dans plusieurs provinces.

## Culture

### Cinéma
- 11e cérémonie des Magritte du cinéma

### Musique
- Concours musical international Reine Élisabeth de Belgique 2021 (piano)

## Sciences
- 11 juillet : la biologiste moléculaire belge Anne Vankeerberghen rend public le cas d'une nonagénaire - admise à l'hôpital OLV d'Alost le 3 mars 2021 et décédée du covid-19 le 8 mars - infectée simultanément par deux variants du SARS-CoV-2, l'alpha ("variant britannique") et le beta ("variant sud-africain"), ce qui en fait l'un des premiers cas documentés et le premier cas confirmé de co-infection par deux variants préoccupants - il y a deux autres cas suspects au Brésil signalés en janvier 2021 et dont la confirmation était toujours en cours en juillet[12].

## Décès
- 13 janvier : Joël Robert, pilote de motocross (°1943)
- 22 janvier : Élisabeth Burdot, journaliste (°1940)
- 30 janvier : Michel Trempont, chanteur (°1928)
- 3 février : 
  - Patrick Lebon, réalisateur (°1940)
  - Kris De Bruyne, chanteur (°1950)
- 10 février : 
  - Luc Dhoore, homme politique (°1928)
  - Luc Versteylen, prêtre et homme politique (°1927)
- 11 février : Jacques Crickillon, écrivain, poète, romancier et essayiste (°1940)
- 19 février : Leopold Lippens, homme politique (°1941)
- 21 février : Marc Waelkens, professeur, historien, archéologue et anthropologue (°1948)

## Statistiques
- Population totale au 1er janvier 2021 : x

#### L'année sportive 2021 en Belgique
- Championnat de Belgique de football 2020-2021
- Championnat de Belgique féminin de football 2020-2021
- Championnat de Belgique de football 2021-2022
- Championnat de Belgique féminin de football 2021-2022
- Coupe de Belgique de football 2020-2021
- Supercoupe de Belgique de football 2021
- Championnats de Belgique d'athlétisme en salle 2021
- Grand Prix automobile de Belgique 2021
- 6 Heures de Spa 2021
- Tour de Belgique 2021
- Gand-Wevelgem 2021
- Liège-Bastogne-Liège 2021
- Flèche wallonne 2021
- Tour de Wallonie 2021
- Tour des Flandres 2021
- Tournoi de tennis d'Anvers (ATP 2021)

#### L'année 2021 dans le reste du monde
- L'année 2021 dans le monde
- 2021 par pays en Amérique, 2021 au Canada, 2021 aux États-Unis
- 2021 en Europe, 2021 dans l'Union européenne, 2021 en Allemagne, 2021 en France, 2021 en Italie, 2021 en Suisse
- 2021 en Afrique • 2021 par pays en Asie • 2021 en Océanie
- 2021 aux Nations unies
- Décès en 2021